# Балка імені Ігоря Рябініна
Балка імені Ігоря Рябініна (рос. Балка имени Игоря Рябинина) — природний парк у Радянському районі міста Ростова-на-Дону. На території балки розташована природоохоронна територія федерального значення, у зв'язку з тим, що тут протікає струмок, який відноситься до частини водного басейну річки Мертвий Донець.

## Історія
Територія балки імені Ігоря Рябініна в Радянському районі Ростова-на-Дону оточена житловими будинками і школами. 
У 2006 році міська влада пообіцяла створити на території балки повноцінний парк, але ця ідея не була реалізована. У 2013 році на території природного парку, неподалік від храму Святого Георгія Побідоносця, почалося будівництво багатопове храму Святого Георгія Побідоносця, почалося будівництво багатоповерхового житлового будинку, була вирубана частина дерев. Це викликало негативну реакцію багатьох городян, але будівництво все одно було продовжено. 
Навесні 2015 року був організований загальноміський суботник по прибиранню території балки імені Ігоря Рябініна. Ініціативу проявило близько 40 осіб.
Восени 2016 року стало відомо, що на розчищення території балки збираються витратити понад 11 мільйонів рублів. У плані проведення робіт — розчищення русла струмка і викорчовування старих дерев. Організація, яка візьметься за роботу, повинна забезпечити екологічне оздоровлення території. На ділянках паркової території планується організувати висадку нових саджанців.